# Dornier Do 28
Dornier Do 28 Skyservant là một loại máy bay thông dụng STOL hai động cơ, do hãng Dornier Flugzeugbau GmbH chế tạo.

## Biến thể

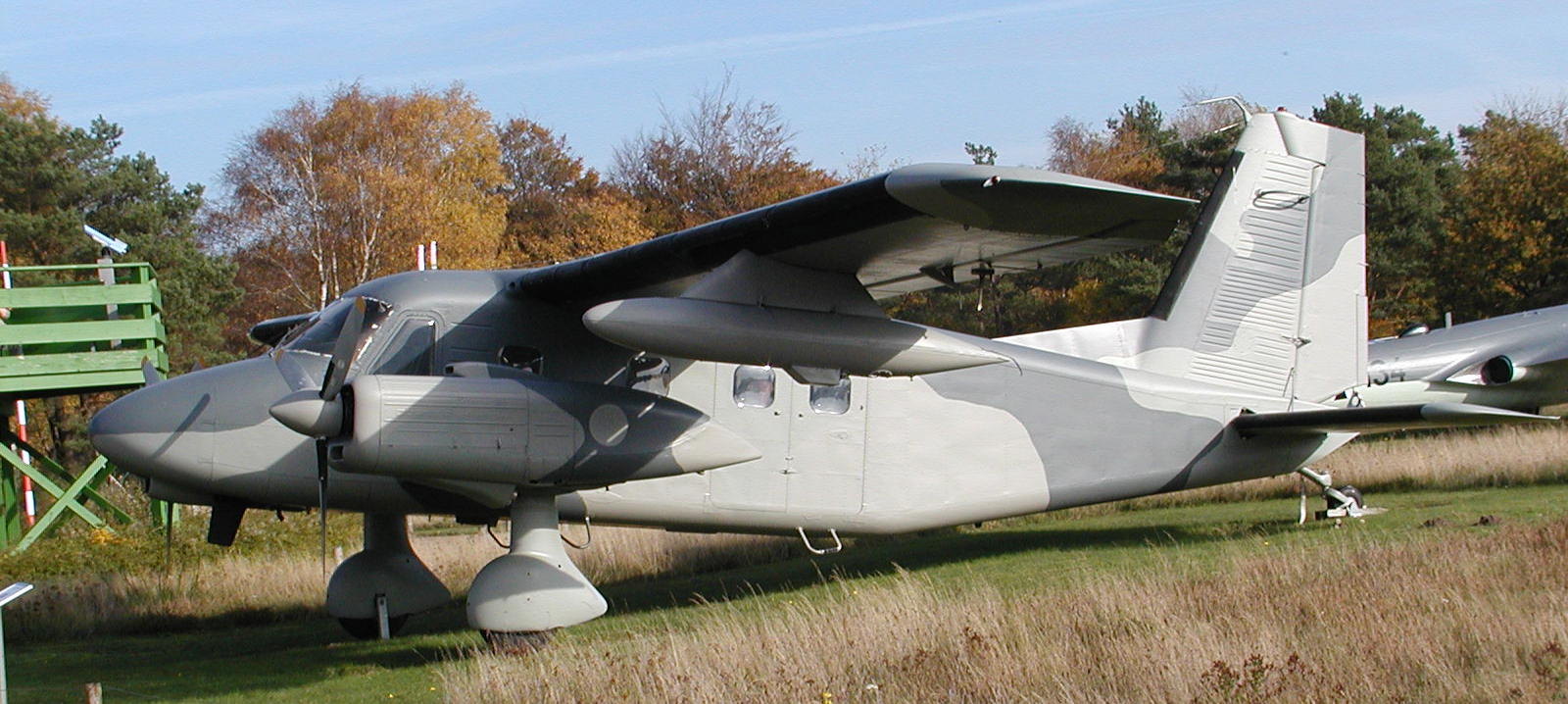
Dornier Do 28 D-2

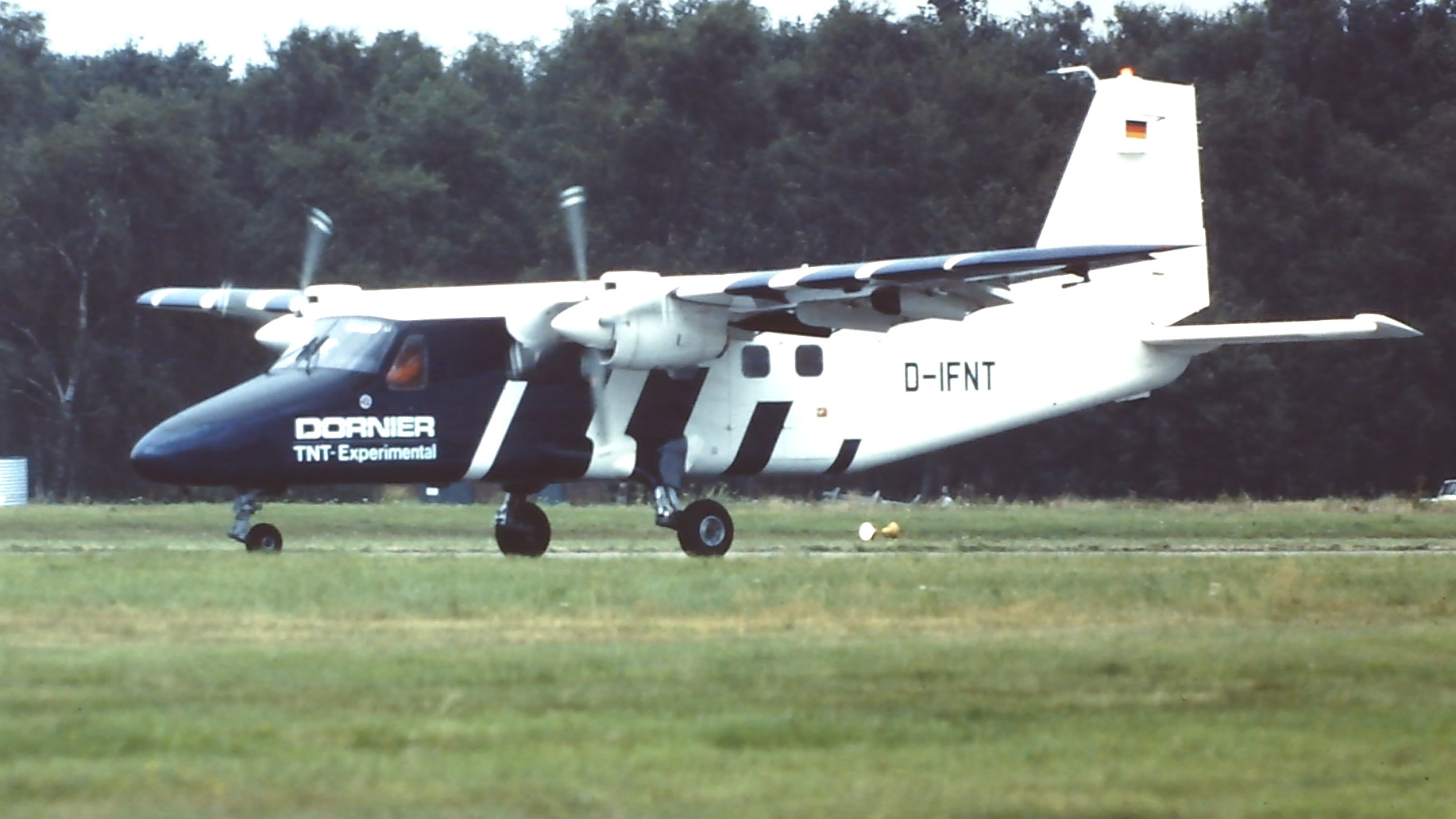
Do 28 TNT thử nghiệm năm 1980

Do 28
Do 28A-1
Do 28A-1-S
Do 28B-1
Do 28B-1-S
Do 28B-2
Do 28C
Do 28D
Do 28D-1
Do 28D-2
Do 28D-2/OU
Do 28D-2T
Do 28D-5X Turbo Skyservant
Do 28D-6X Turbo Skyservant
Do 28E-TNT
Do 28 G.92
Do 128-2
Do 128-6

## Quốc gia sử dụng

### Quân sự
Angola
- Không quân Angola

 Bénin
- Không quân Benin

 Campuchia
- Không quân Hoàng gia Campuchia

 Cameroon
- Không quân Cameroon

 Croatia
- Không quân Croatia

 Đức
- Không quân Đức
- Lục quân Đức
- Hải quân Đức

 Hy Lạp
- Không quân Hy Lạp

 Israel
- Không quân Israel

 Kenya
- Không quân Kenya

 Khmer Republic
- Không quân Quốc gia Khmer

 Lesotho
- Đơn vị Cảnh sát Cơ động

 Malawi
- Liên đoàn Không quân Lục quân Malawi

 Maroc
- Không quân Hoàng gia Maroc

 Mozambique
- Quân đội Mozambique

 Niger
- Không quân Niger

 Nigeria
- Không quân Nigeria

 Tây Ban Nha
- Không quân Tây Ban Nha

 Serbia
- Không quân Serbia

 Thổ Nhĩ Kỳ
- Không quân Lục quân Thổ Nhĩ Kỳ

 Nam Tư
- Không quân SFR Nam Tư

 Zambia
- Không quân Zambia

### Dân sự
Colombia
 Pháp
- Directorate-General of Customs and Indirect Taxes

 Philippines
- Interisland Airlines

 Somalia
- Lực lượng Cảnh sát Somali

 Thái Lan
- Cảnh sát Hoàng gia Thái Lan

## Tính năng kỹ chiến thuật (Do 28B-1)

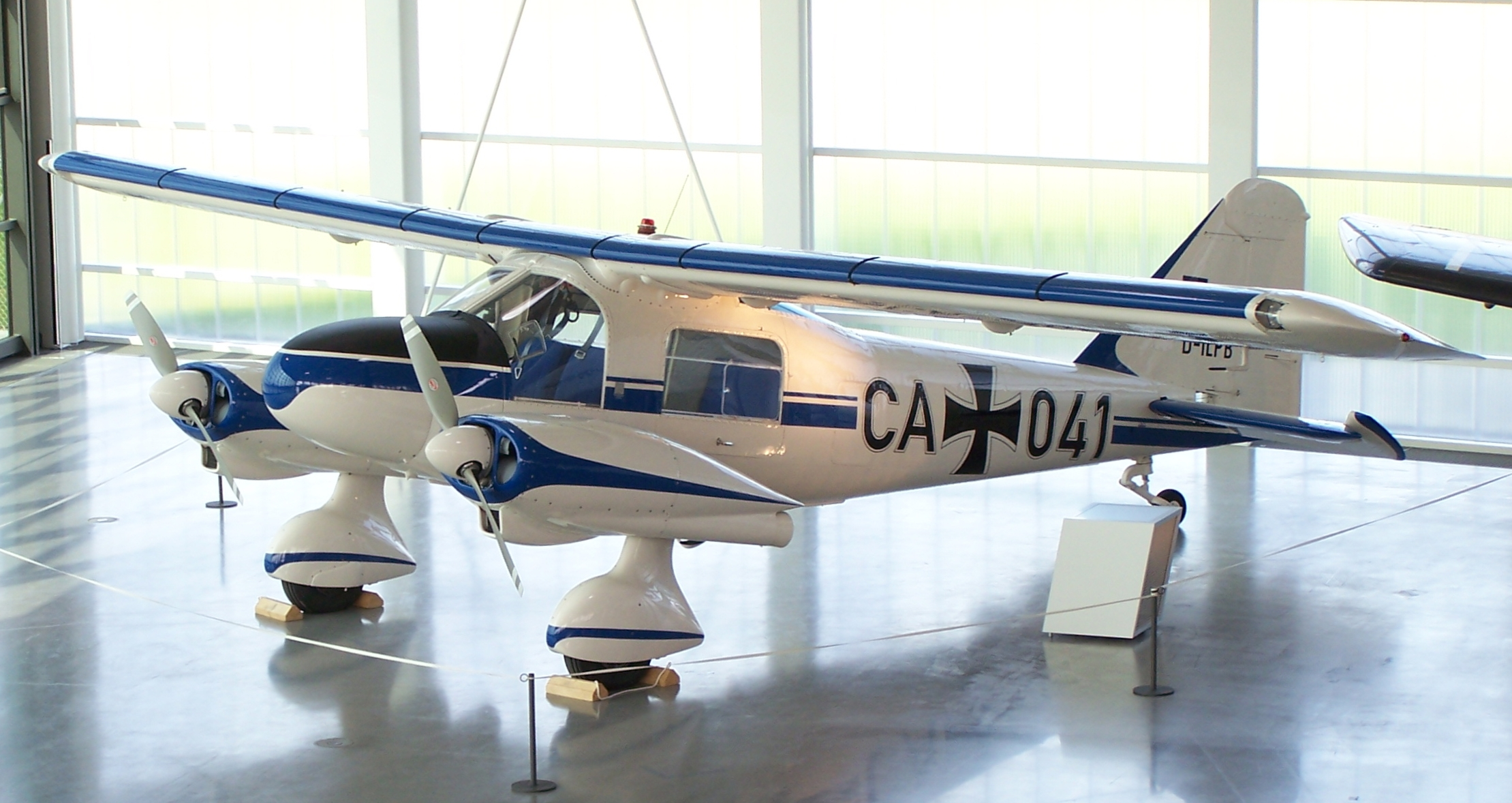
Dornier Do 28A-1

Dữ liệu lấy từ Jane's All The World's Aircraft 1965-66 
Đặc điểm tổng quát
- Kíp lái: 1
- Sức chứa: 7 hành khách
- Chiều dài: 9 m (29 ft 6 in)
- Sải cánh: 13,80 m (45 ft 3½ in)
- Chiều cao: 2,80 m (9 ft 2 in)
- Diện tích cánh: 22,7 m² (241 sq ft)
- Kết cấu dạng cánh: NACA 23018 (sửa đổi)
- Tỉ số mặt cắt: 8,5
- Trọng lượng rỗng: 1.730 kg (3.806 lb)
- Trọng lượng cất cánh tối đa: 2.720 kg (5.984 lb)
- Động cơ: 2 × Lycoming IO-540A, 216 kW (290 hp)  mỗi chiếc
- Cánh quạt: Harzell 3 lá cánh quạt, 1 mỗi động cơ
  - Đường kính cánh quạt: 2,03 m (6 ft 8 in)

 Hiệu suất bay 
- Tốc độ không vượt quá: 334 km/h (180 knot, 207 mph)
- Vận tốc cực đại: 290 km/h (160 knot, 184 mph) trên mực nước biển
- Vận tốc hành trình: 242 km/h (130 knot, 150 mph) trên mực nước biển
- Vận tốc tắt ngưỡng: 70 km/h (38 knot, 44 mph)
- Tầm bay: 1.235 km (668 hải lý, 768 mi) (tải trọng tối đa)
- Tầm bay chuyển sân: 1.680 km (957 nmi, 1.100 mi) (nhiên liệu mang thêm)
- Trần bay: 6.300 m (20.700 ft)
- Vận tốc lên cao: 7,1 m/s (1.400 ft/phút)

## Tính năng kỹ chiến thuật (Do 28D-2)

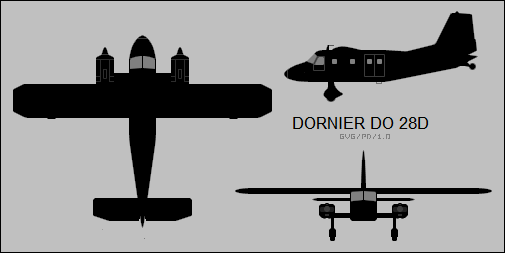
Dornier Do 28D

Dữ liệu lấy từ 
Đặc điểm tổng quát
- Kíp lái: 1 hoặc 2
- Sức chứa: 12 hành khách
- Chiều dài: 11,41 m (37 ft 5 in)
- Sải cánh: 15,55 m (51 ft)
- Chiều cao: 3,9 m (12 ft 10 in)
- Diện tích cánh: 29 m² (312 ft²)
- Trọng lượng rỗng: 2.328 kg (5.132 lb)
- Trọng lượng có tải: 3.647 kg (8.040 lb)
- Trọng lượng cất cánh tối đa: 4.350 kg (9.590 lb)
- Động cơ: 2 × Lycoming IGSO-540-A1E kiểu động cơ piston 6 xy-lanh, 285 kW (380 hp)  mỗi chiếc

 Hiệu suất bay 
- Vận tốc cực đại: 323 km/h (175 kn, 201 mph)
- Vận tốc hành trình: 306 km/h (165 kn, 190 mph)
- Tầm bay: 1.050 km (567 nmi, 652 mi)
- Trần bay: 7.680 m (25.200 ft)
- Vận tốc lên cao: 5,8 m/s (1.160 ft/phút)